# كارول بومان
كارول بومان (بالإنجليزية: Carol Bowman)‏ هي كاتِبة أمريكية، ولدت في 14 أكتوبر 1950.

## وصلات خارجية
- كارول بومان على موقع IMDb (الإنجليزية)